# Кадејан Трашер
Кадејан Трашер (фр. Cadeilhan-Trachère) насеље је и општина у јужној Француској у региону Миди Пирене, у департману Горњи Пиринеји која припада префектури Бањер де Бигор.
По подацима из 2011. године у општини је живело 45 становника, а густина насељености је износила 9,26 становника/km². Општина се простире на површини од 4,86 km². Налази се на средњој надморској висини од 840 метара (максималној 1.924 m, а минималној 834 m).

## Демографија
| 1962. | 1968. | 1975. | 1982. | 1990. | 1999. | 2011. |
| ----- | ----- | ----- | ----- | ----- | ----- | ----- |
| 61    | 68    | 42    | 39    | 47    | 55    | 45    |

График промене броја становника у току последњих година